# Cecil Shaw
Cecil Ernest Shaw (ur. 22 czerwca 1911 w Mansfield, zm. w styczniu 1977 w Nottingham) – angielski piłkarz występujący na pozycji obrońcy.

## Kariera
Shaw urodził się w Mansfield. Profesjonalną karierę rozpoczął w lutym 1930, kiedy to dołączył do Wolverhampton Wanderers. Po rozegraniu 183 spotkań dla klubu, w grudniu 1936 Anglik podpisał kontrakt z lokalnym rywalem Wolves, West Bromwich Albion. West Bromwich zapłaciło za niego 7,500 funtów w dwóch ratach, co było wówczas największą sumą w historii klubu wydaną na zakup piłkarza. W tym samym miesiącu zadebiutował w drużynie w spotkaniu z Liverpoolem na Anfield Road. W czasie II wojny światowej kontynuował karierę, występując gościnnie w Nottingham Forest i Blackpool. W barwach West Bromwich wystąpił w 251 meczach, w których zdobył 14 bramek. W 1947 związał się kontraktem z Hereford United, gdzie grał aż do zakończenia kariery w 1949. Później był sędzią piłkarskim oraz pracował jako wyszukiwacz talentów w West Bromwich. Zmarł w styczniu 1977 w Birmingham w wieku 65 lat.

## Literatura
- Matthews, Tony (2005). The Who's Who of West Bromwich Albion. Breedon Books. ISBN 1-85983-474-4.